# Friedrichshofen
Friedrichshofen ist ein Unterbezirk der kreisfreien Stadt Ingolstadt. Bis zur Eingemeindung 1969 bildete es eine selbstständige Gemeinde innerhalb des Landkreises Ingolstadt. Neben der Ortschaft Friedrichshofen gehört das Gehöft Ochsenmühle zum Unterbezirk.

## Lage
Friedrichshofen liegt im Nordwesten des Ingolstädter Stadtgebietes im Bezirk Friedrichshofen-Hollerstauden und bildet darin einen eigenen Unterbezirk. Im Norden grenzt es an den Gaimersheimer Ortsteil Mittlere Heide, mit dem es inzwischen eine bauliche Einheit bildet. An den übrigen Seiten grenzt Friedrichshofen an die Stadt Ingolstadt, im Nordosten an den Bezirk Nordwest (Gaimersheimer Heide), im Osten an die Neubausiedlung Hollerstauden, im Südwesten und Westen an den Bezirk West (bzw. die Unterbezirke Gerolfing Nord und Dünzlau).

## Geschichte
Wie die heutigen Ingolstädter Stadtteile Spitalhof, Oberbrunnenreuth und Unterbrunnenreuth südlich der Donau, entstand auch Friedrichshofen im 19. Jahrhundert als Kolonieort überwiegend protestantischer Einwanderer aus Unterfranken, Württemberg, Baden und der damals zum Königreich Bayern zählenden Rheinpfalz. Bereits seit dem Mittelalter hatten sich auf dem Gebiet des heutigen Ortes die Weiler Altenhof, Birkenzell und Lungenhof sowie das Dorf Neidertshofen befunden, die aber schon lange vor der Gründung der nachmaligen Kolonie aufgegeben wurden. Neidertshofen ist 1280 erstmals nachgewiesen und wurde vermutlich im Bayerischen Krieg 1420 zerstört.
Das heutige Friedrichshofen entstand seit dem Jahre 1832 auf einem großflächigen Areal in der so genannten Gaimersheimer Heide, einer nicht bewirtschafteten, teils sumpfigen Heidelandschaft südlich von Gaimersheim, die eine Ingolstädter Aktiengesellschaft im selben Jahr erworben und zur Kolonisation und Urbarmachung ausgewiesen hatte. Allerdings konnten die ersten Siedler ihre Häuser, die zunächst nach einem einheitlichen Plan errichtet wurden, erst 1833 beziehen. Zunächst wurde die Kolonie nur „Siedlung bei Ingolstadt“ genannt; erst 1835 erhielt sie ihren heutigen Namen, der auf den Gründer und Vorstand der verantwortlichen Gesellschaft, den Ingolstädter Regimentsquartiermeister und späteren Oberkriegskommissar Friedrich August Schultheiß (1791–1864), zurückgeht. Ursprünglich lag die Siedlung auf Gaimersheimer Gemeindegebiet; allerdings war das Verhältnis Friedrichshofens zur Muttergemeinde von Anfang an belastet. Nachdem schon 1835 der aus dem unterfränkischen Sommerhausen zugewanderte Friedrich Immel zum Ortsvorsteher ernannt worden war, beschloss die königliche Regierung von Oberbayern mit Wirkung vom 5. Juni 1847 die Ausgliederung der Kolonie Friedrichshofen aus dem Markt Gaimersheim und die Errichtung einer selbstständigen Gemeinde. Am 1. Juli 1969 erfolgte die freiwillige Eingemeindung nach Ingolstadt.

## Sehenswürdigkeiten
Der Ortskern besitzt heute keine denkmalgeschützte Bausubstanz mehr und hat durch den Abbruch des Alten Schulhauses (im Kern von 1860) an der Kreuzung Friedrichshofener und Ingolstädter Straße in den 1990er Jahren seinen Mittelpunkt verloren. Zudem ist die Siedlungsstruktur des einstigen Straßendorfs durch die großen Neubaugebiete stark verunklärt. An der Friedrichshofener Straße, die den Ort in Ost-West-Richtung durchzieht, finden sich aber noch einige bäuerliche Anwesen sowie das alte Gasthaus „Zum Lamm“ aus dem 19. und frühen 20. Jahrhundert.
Der älteste Sakralbau Friedrichshofens ist die 1962–1963 nach Plänen von Theodor Steinhauser erbaute evangelisch-lutherische Thomaskirche. Die katholische Pfarrkirche St. Christoph wurde 1969–1970 von Gerhard Fischer errichtet. Im Nordwesten des Ortes, bereits auf dem Gemeindegebiet von Gaimersheim, befinden sich die Überreste des 1945 gesprengten Zwischenwerks Friedrichshofen der Landesfestung Ingolstadt, das 1888–1890 zwischen den Forts „Haslang“ und „Von der Tann“ angelegt wurde. An der Schutter-Brücke blieb die Hofkapelle der Ochsenmühle aus dem 19. Jahrhundert erhalten.